# Moskvič
Moskvič (rusky: Москвич) je ruské  označení obyvatele Moskvy (Moskvana), které bylo od roku 1947 použito k pojmenování čtyř generací automobilů. Výroba automobilů značky Moskvič probíhala až do roku 2002 v moskevské automobilce, která v průběhu času měnila názvy.  V roce 2022 se název Moskvič stal názvem i samotné automobilky, která montovala z dovážených komponentů automobily značky Moskvič.

## Historie

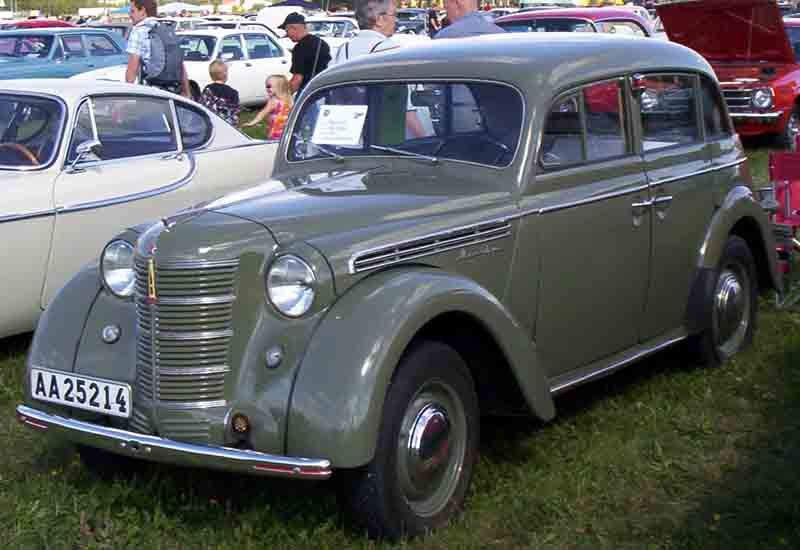
Moskvič 400

Firma byla založena v roce 1929, od roku 1930 fungovala pod názvem Státní automobilový závod Komunistické internacionály mládeže. Vyráběla licenční vozy Ford a nákladní automobily GAZ (v letech 1933 – 1939 byla pobočkou GAZu), od roku 1940 měla vlastní model KIM 10 založený na voze Ford Prefect. Roku 1941 se kvůli druhé světové válce výroba přeorientovala na vojenskou produkci. V roce 1945 se firma přejmenovala na Závod malolitrážních automobilů (ZMA), později Moskevský závod malolitrážních automobilů (MZMA), a začaly se v ní vyrábět vozy Opel Kadett pod názvem Moskvič 400 na trofejní výrobní lince.

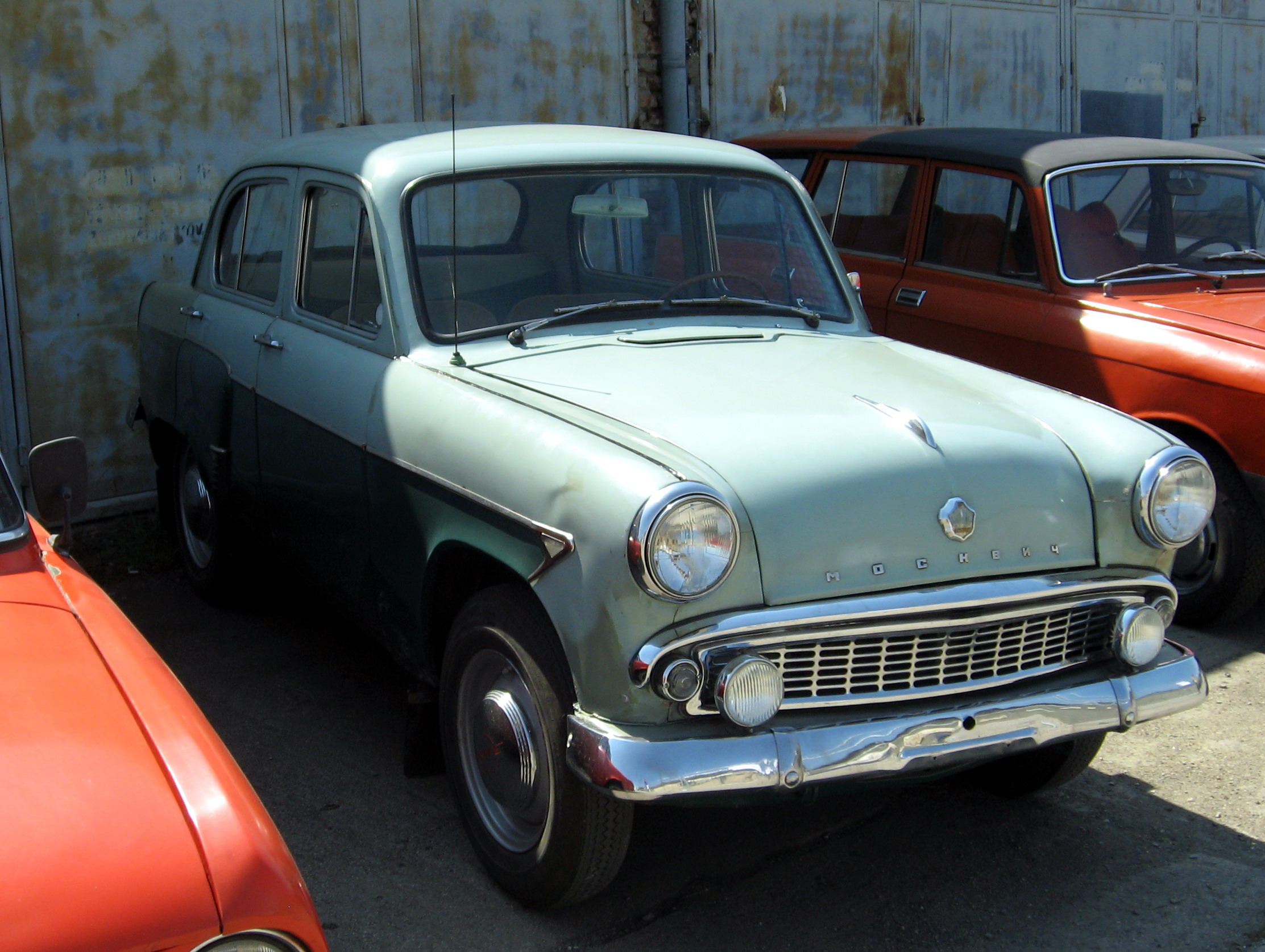
Moskvič 407

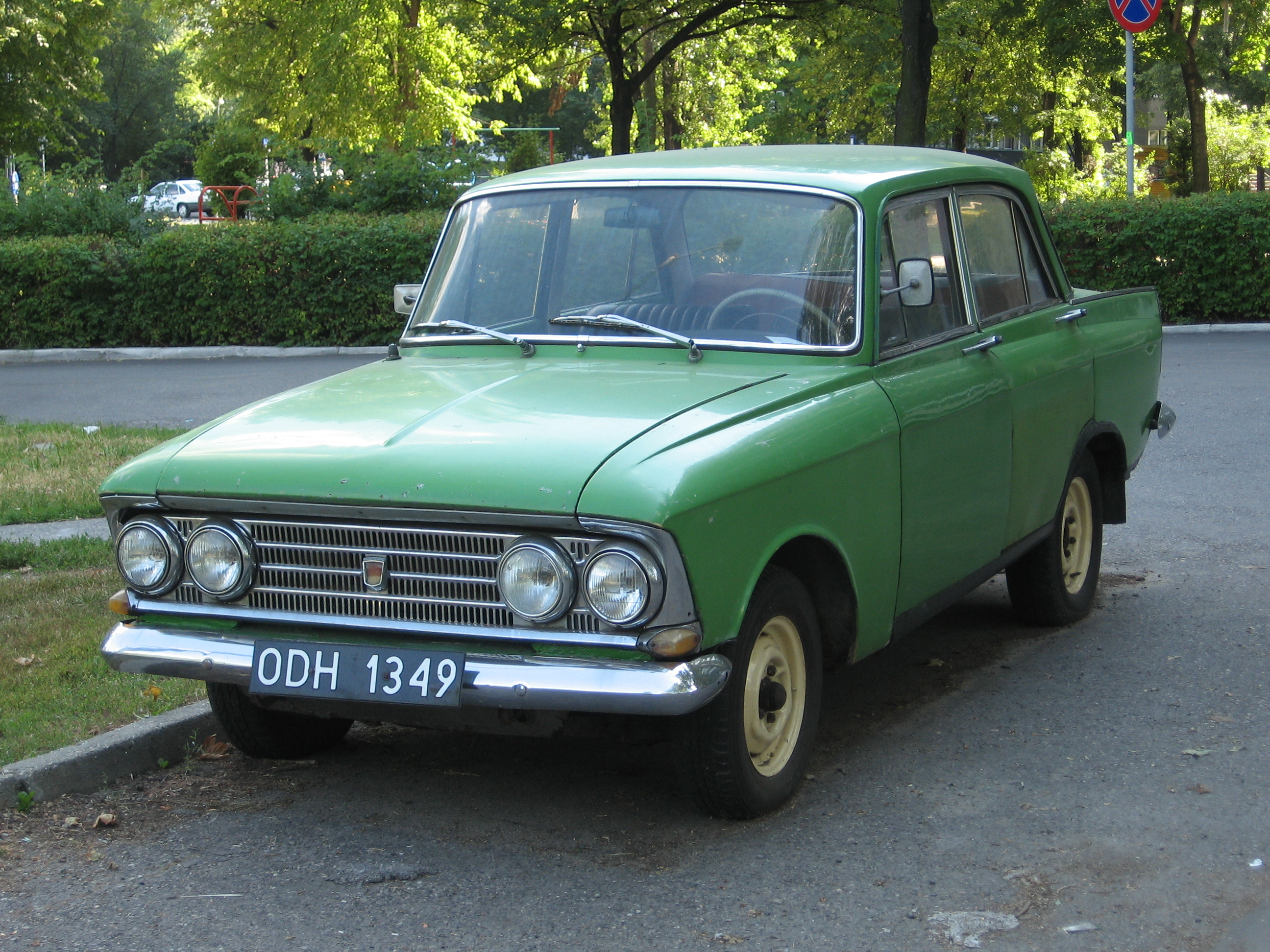
Moskvič 408

Podle vozu Opel Kadett se vyrobilo ještě několik typů, od padesátých let však byly vyráběny vlastní typy. Druhá polovina padesátých let a šedesátá léta byla nejúspěšnějším obdobím automobilky. V roce 1956 začala výroba Moskviče 402. O dva roky později byl tento model modernizován a přejmenován na Moskvič 407. V roce 1962 došlo k další modernizaci, tentokrát pod názvem Moskvič 403. Další modernizací byl Moskvič 408 z roku 1964, který už měl zcela nový vzhled, nejen malé úpravy jako jeho předchůdci. V říjnu 1967 byla zahájena výroba Moskviče 412 s novým motorem, základ byl stále založen na modelu 403. Současně s novým Moskvičem 412 se vyráběl i starý Moskvič 408. Roku 1968 došlo k přejmenování na Automobilový závod Leninského Komsomolu (AZLK, Avtomobilnyj zavod Leninskovo komsomola). Modely 408 a 412 se vyráběly až do roku 1975, kdy je nahradily Moskvič 2138 (vycházel z Moskviče 408) a Moskvič 2140 (modernizace Moskviče 412).

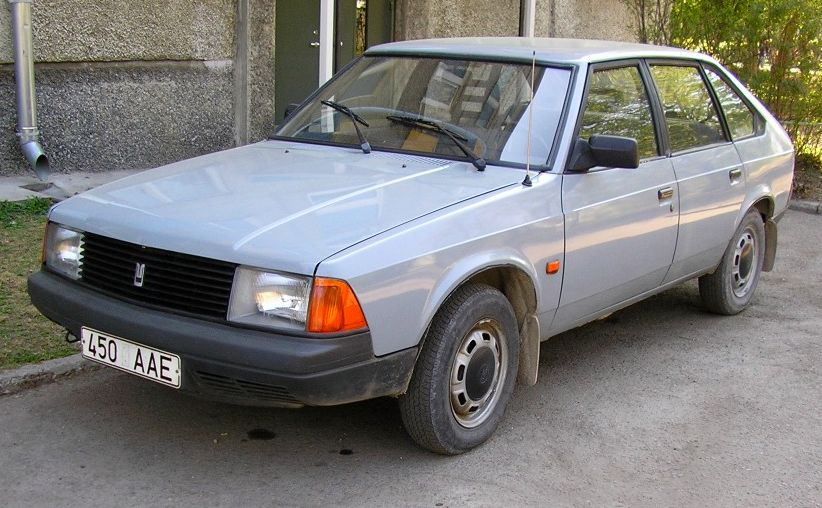
Moskvič 2141

Roku 1986 byl představen model 2141 (Aleko). Jediná převzatá součást starších modelů byl motor. Tělo bylo částečně převzato z vozu Simca 1307, umístění motoru pocházelo z Audi 80. Od roku 1991 nesla firma jméno Moskvič. Koncem devadesátých let začala automobilka krachovat, částečně kvůli vývoji modelu 2142 – „Ivan Kalita“.
Pravděpodobně v 90. letech byl vyvinut experimentální model v rámci projektu Auto roku 2000. viz článek v externích odkazech: Tragédie místo úspěchu?
V roce 2001 se přestaly vyrábět všechny automobily a 28. února 2006 firma oficiálně zkrachovala. V jejích halách se dnes[kdy?] vyrábějí automobily Renault.

### Návrat Moskviče
V roce 2022 v souvislosti s ruskou invazí na Ukrajinu opustila Rusko řada automobilek (včetně také Škody). Ruskou protireakcí se pak stalo, že továrny jednotlivých automobilek se staly dostupné pro investory (protože západní automobilky se jich buď vzdaly, nebo neměly zájem). Divize Renault Russia skončila definitivně v květnu 2022, první, kdo se s tou to ztrátou musel vypořádat, byla Lada, která od Renaultu odebírala například motory. Továrnu po Renault Russia pak převzala Moskva a ta se rozhodla zde obnovit výrobu vozů Moskvič. Nový Moskvič přebírá design a techniku od čínské automobilky JAC Motors. Vůz od JAC Motors Sehol X4 se tak nově vyrábí v klasické i elektrické variantě jako Moskvič 3 a Moskvič 3e, do budoucna automobilka chystá další modely.

## Modely
| Název         | Doba výroby     | Fotografie   |
| ------------- | --------------- | ------------ |
| Ford model А  | 1930–1933       | Ford A       |
| Ford model AA | 1930–1932       | Ford AA      |
| GAZ AA        | 1933–1939       |              |
| GAZ A         | 1934–1935       |              |
| KIM 10        | 1940–1941, 1945 |              |
| Moskvič 400   | 1946–1953       | Moskvič 400  |
| Moskvič 400А  | 1949–1953       |              |
| Moskvič 422   | 1949–1956       |              |
| Moskvič 401   | 1954–1956       |              |
| Moskvič 402   | 1956–1958       |              |
| Moskvič 410   | 1957–1958       |              |
| Moskvič 423   | 1957–1958       | Moskvič 423  |
| Moskvič 407   | 1958–1963       | Moskvič 407  |
| Moskvič 410N  | 1958–1961       | Moskvič 410N |
| Moskvič 423N  | 1958–1963       |              |
| Moskvič 430   | 1958–1963       |              |
| Moskvič 411   | 1959–1961       |              |
| Moskvič 403   | 1963–1965       | Moskvič 403  |
| Moskvič 424   | 1963–1965       |              |
| Moskvič 432   | 1963–1965       |              |
| Moskvič 408   | 1964–1975       | Moskvič 408  |
| Moskvič 426   | 1966–1975       |              |
| Moskvič 433   | 1966–1975       |              |
| Moskvič 412   | 1967–1975       | Moskvič 412  |
| Moskvič 427   | 1968–1975       | Moskvič 427  |
| Moskvič 434   | 1968–1975       |              |
| Moskvič 2140  | 1976–1988       | Moskvič 2140 |
| Moskvič 2138  | 1976–1982       |              |
| Moskvič 2137  | 1976–1985       | Moskvič 2137 |
| Moskvič 2136  | 1976            |              |
| Moskvič 2733  | 1976–1981       |              |
| Moskvič 2734  | 1976–1981       |              |
| Moskvič 21406 | 1979–1987       |              |
| Moskvič 21403 | 1980–1987       |              |
| Moskvič 2141  | 1986–1997       | Moskvič 2141 |
| Moskvič 2335  | 1992–2001       |              |
| Moskvič 2142  | 1997–2001       | Moskvič 2142 |
| Moskvič 3     | 2022–současnost | Moskvič 3    |
| Moskvič 3e    | 2022–současnost | Moskvič 3e   |
| Moskvič 6     | 2023–současnost |              |